# 福井和雄
福井 和雄（ふくい かずお、1947年7月6日 - 2023年）は、中国切手の世界的な切手収集家。日本最大の郵趣家団体・公益財団法人日本郵趣協会の第4代理事長（2005年-2019年）、一般財団法人水原フィラテリー財団（旧：切手の博物館）理事、全国切手展審査員など郵趣関係の要職を歴任した。
清朝国家郵政時期から中国解放区、中華人民共和国、中華民国までチャイニーズ・フィラテリー全分野を収集するチャイニーズ・ゼネラル・コレクターである。その中でも「大清郵政時期の明信片」を専門分野とし、数多くの国際切手展においてメダルを受賞する。
1950年代に国際地球観測年（ペンギン）切手を郵便局で購入したのが切手収集の第一歩で、グリコ切手ブームの生き残りを自認した。
2023年に死去し、その年の11月に開催された全国切手展では追悼企画が行われ、生前作成した切手リーフが展示された。